# Bébé Charli
 (avril 2011).
Si vous disposez d'ouvrages ou d'articles de référence ou si vous connaissez des sites web de qualité traitant du thème abordé ici, merci de compléter l'article en donnant les références utiles à sa vérifiabilité et en les liant à la section « Notes et références ».
Bébé Charli est un personnage humoristique interprété par Charli Encor, qu'il présenta lors d'événements tel que le Festival d'Aurillac, d'Avignon, de Chalon dans la rue, Festival Performance d'Acteurs à Cannes, Juste pour Rire de Montréal, Festival du Rire de Montreux, Festival de Edinburgh, Festival des vieilles Charrues, Parc Astérix, Coupe du Monde 1998, POPB...
Charli Encor fut coanimateur pendant 4 ans de l'émission de télévision Iapiap ! sur Canal J, et invité dans de nombreuses autres parmi lesquelles Paris dernière, Le vrai journal, Attention à la marche, Les grosses têtes, ou encore La méthode Cauet.
Il a aussi interprété le titre KKOQQ, un des tubes de l'été 2001 (édité par le label La Tribu et distribué par Sony Music) sortie le 20 avril 2001, le single reste 48 semaines classé dans le Top Singles France, atteint la 4e place du Top Singles France le 4 novembre 2001, reçoit la certification "Disque d'or" le 18 décembre de la même année. Le titre qui a été vendu à 470 000 exemplaires en France[réf. nécessaire] a été publié la même année sur l'album « 100 % Sale Gosse ».

## Histoire de ce titre
Un des auteurs de la série « Les Minikeums », Patrice Levallois écrit les paroles de la chanson en jouant avec les mots dans le but de faire rire les petits : « Qui a du caca kaki collé au cucu... ». Cette chanson va devenir un hymne populaire lors des fêtes de Bayonne en 2000 avant d’être diffusée sur les ondes de Europe 2 un peu plus tard, notamment dans l'émission de Cauet et de devenir un hit en France en se classant jusqu'à la 4e place du Top 50.